# Vince-Nunatak
Der Vince-Nunatak ist ein Nunatak im ostantarktischen Viktorialand. Er ragt aus den Eismassen des südlichen Teils des Wilson-Piedmont-Gletschers 2,5 km westlich des Cat-Nunatak sowie 5 km westlich des Hogback Hill auf.
Das New Zealand Geographic Board benannte ihn 1994 in Erinnerung an den Matrosen George Vince (1879–1902), der am 11. März 1902 bei der Discovery-Expedition (1901–1904) unter der Leitung des britischen Polarforschers Robert Falcon Scott wegen des Tragens von profillosen Pelzstiefeln auf einer vereisten Klippe unweit des Basislagers auf der Hut-Point-Halbinsel den Halt verlor und beim Sturz ins Meer spurlos verschwand.